# Baquílides
Baquílides (em grego:  Βακχυλίδης, transl. Bakkhylídēs) foi um poeta lírico grego, que, como Píndaro, compunha odes corais. Viveu entre cerca de 520 e 450 a.C.
Era sobrinho de Simónides de Ceos; ambos eram naturais de Iúlis, uma das quatro cidades (tetrápole) que compunham Ceos, uma das Cíclades, grupo de ilhas no Mar Egeu.